# Hōjō Morotoki

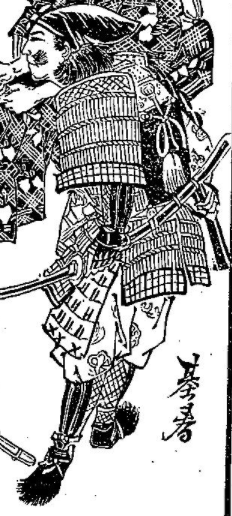
Ilustración de Hōjō Morotoki por Fukei Aki (1876).

Hōjō Morotoki (1275-1311), r. (1301-1311) fue el décimo shikken o regente del clan Hōjō durante el shogunato Kamakura en la historia de Japón (fecha en que el noveno shikken o regente del clan Hōjō Hōjō Tokimune renunció) hasta su muerte.
- Datos: Q2672978